# حسین آبادیان
حسین‌آبادیان (زاده در لار) استاد دانشگاه، وی اکنون با درجهٔ علمی استادی در گروه تاریخ دانشگاه بین‌المللی امام خمینی (ره) تدریس می‌کند. وی همچنین به عنوان نویسنده و محقق تاریخ معاصر ایران، دوازده جلد کتاب و بیش از پنجاه مقاله پژوهشی به زبانهای فارسی، انگلیسی و عربی منتشر کرده‌است.

## تحصیلات
تحصیلات وی از کارشناسی تا دکتری در دانشگاه شهید بهشتی انجام گرفته‌است. موضوع پایان‌نامهٔ کارشناسی ارشد وی، مبانی تئوریک مشروطه‌خواهی و مشروعه‌خواهی نام داشت که برای نخستین بار در تاریخ‌نگاری دورهٔ مشروطه، از مفاهیم و مباحث فقهی و اصولی در تبیین این جنبش استفاده کرد. بخشی از این رساله با عنوان مبانی نظری حکومت مشروطه و مشروعه منتشر شد.

## سبک نگرش
آبادیان جزو معدود پژوهش‌گران تاریخ معاصر ایران است که رویکردی فلسفی و عقلانی به تاریخ دارد  و نیز او از مفاهیم فقهی و اصولی برای تبیین تاریخ جنبش‌های فکری معاصر ایران سود برده‌است که در نوع خود منحصربه‌فرد است. او برای فهم تاریخ ایران و تبیین وقایع تاریخ معاصر ایران از روش پدیدارشناسی سود می‌جوید.

## کتاب‌ها
- تقدیر تاریخی اندیشه در ایران دورهٔ قاجار، (تهران: نشر علم، ۱۳۹۳).
- تاریخ سیاسی ایران معاصر؛ بسترهای تأسیس سلطنت پهلوی، (تهران: مؤسسه مطالعات و پژوهشهای سیاسی، ۱۳۸۹).
- مفاهیم قدیم و اندیشه جدید، درآمدی نظری بر مشروطه ایران، (تهران: انتشارات کویر، ۱۳۸۸).
- بحران آگاهی و تکوین روشنفکری در ایران، (تهران: انتشارات کویر، ۱۳۸۸).
- ایران؛ از سقوط مشروطه تا کودتای سوم اسفند (تهران: مؤسسه مطالعات و پژوهش‌های سیاسی، ۱۳۸۵).
- بحران مشروطیت در ایران، (تهران: مؤسسه مطالعات و پژوهش‌های سیاسی، ۱۳۸۳)، چاپ دوم: بهار ۱۳۸۵
- دو دهه واپسین حکومت پهلوی، (تهران: مؤسسه مطالعات و پژوهش‌های سیاسی، ۱۳۸۳) چاپ دوم: ۱۳۸۵، چاپ سوم: ۱۳۸۷
- روایت ایرانی جنگهای ایران و روس، (تهران: مرکز اسناد و تاریخ دیپلماسی وزارت امور خارجه، ۱۳۸۰).
- زندگینامهٔ سیاسی دکتر مظفر بقائی، (تهران: مؤسسهٔ پژوهش و مطالعات سیاسی، ۱۳۷۷)، چاپ دوم ۱۳۸۵ با تجدید نظر و اضافات
- اندیشهٔ دینی و جنبش ضد رژی در ایران، (تهران: مؤسسهٔ مطالعات تاریخ معاصر ایران، ۱۳۷۶)
- رسول‌زاده فرقهٔ دمکرات و تحولات معاصر ایران، (تهران: مؤسسهٔ مطالعات تاریخ معاصر ایران، ۱۳۷۶).
- مبانی نظری حکومت مشروطه و مشروعه، (تهران: نشر نی، ۱۳۷۴). ۱۳۸۵[۴]